# Gardnerycteris koepckeae
Gardnerycteris koepckeae (Gardner & Patton, 1972) è un pipistrello della famiglia dei Fillostomidi diffuso nell'America meridionale.

## Descrizione

### Dimensioni
Pipistrello di medie dimensioni, con la lunghezza totale tra 78 e 80 mm, la lunghezza dell'avambraccio tra 46,3 e 49,8 mm, la lunghezza della coda tra 16 e 23 mm, la lunghezza del piede tra 9 e 11 mm, la lunghezza delle orecchie tra 22 e 23 mm e un peso fino a 14,5 g.

### Aspetto
La pelliccia è lunga. Le parti dorsali variano dal rossastro al bruno-dorato, mentre quelle ventrali sono più chiare. Una piccola macchia bruno-giallastra chiara è presente alla base posteriore di ogni orecchio. Il muso è relativamente corto, gli occhi sono piccoli. La foglia nasale è molto lunga, larga e lanceolata, con i margini dentellati e frangiati con lunghi peli. Le orecchie sono grandi, bruno-nerastre, ben separate tra loro ed appuntite. Il trago è lungo, appuntito e presenta due incavi profondi sul bordo posteriore. Le ali sono bruno-nerastre e attaccate posteriormente ai lati dei piedi. La coda è lunga e si estende fino alla metà dell'ampio uropatagio. Il calcar è più lungo del piede.

## Biologia

### Alimentazione
Si nutre probabilmente di insetti come le altre forme del genere.

## Distribuzione e habitat
Questa specie è conosciuta soltanto sugli altopiani del Perù centrale e nelle colline amazzoniche del Dipartimento di Caquetá, nella Colombia meridionale.
Vive nelle foreste montane a 1.600 metri di altitudine.

## Conservazione
La IUCN Red List, considerato che questa specie è conosciuta soltanto in una località e ci sono ancora poche informazioni sull'estensione del proprio areale, sullo stato della popolazione, sulle minacce e sui requisiti ecologici, classifica G.koepckeae come specie con dati insufficienti (DD).